# Базенков, Борис Ильич
Базенков Борис Ильич (23 февраля 1896 или 23 февраля [6 марта] 1896, Алатырь, Симбирская губерния — 29 июля 1938, Коммунарка, Московская область) — русский военный лётчик, советский военачальник, один из руководителей ВВС РККА, комдив.

## Биография

### Ранние годы и военная служба
Родился в 1896 году в городе Алатырь Симбирской губернии. Окончил Алатырское реальное училище (1913), учился в Московском высшем техническом училище (1913—1915). Впоследствии окончил Севастопольскую авиационную школу (1916) и Бакинскую офицерскую школу морской авиации (1917). Служил в Российской императорской армии,  с декабря 1917 года – инструктор воздушного боя в Бакинской школе морской авиации.
После революции работал помощником механика на теплоходе «Русь», лётчиком Каспийского воздушного дивизиона, техником-чертёжником. В июле 1919 года был мобилизован в Белую армию, где служил до февраля 1920 года.
В РККА с 1920 года, служил в должностях лётчика во  2-м гидроавиаотряде Волжско-Каспийской военной флотилии, командира гидроавиаотряда в Туапсе (1921—1925), начальника Центральной гидроавиабазы Черноморских морских сил (Севастополь), помощника начальника отдела морской авиации штаба ВВС РККА.
С 1925 по 1937 годы служил на командных должностях ВВС РККА:
- с декабря 1930 по август 1932 года — начальник штаба ВВС Балтийского флота;
- с августа 1932 по июль 1934 года — командир 9-й тяжёлой авиационной бригады морской авиации;
- с июля 1934 по январь 1935 года — заместитель начальника Управления материально-технического снабжения ВВС РККА;
- с февраля 1936 по ноябрь 1937 года — начальник Управления материально-технического снабжения ВВС РККА.

### Арест и гибель
9 ноября 1937 Борис Ильич Базенков был арестован по делу Тухачевского и 29 июля 1938 года осуждён к высшей мере наказания (расстрелу). Он был расстрелян в день осуждения в Коммунарке. Его реабилитировали 14 марта 1956 года.

### Семья
- Брат — Николай — авиаконструктор, Герой Социалистического Труда.
- Племянник — Базенков, Лев Николаевич (1927—2010), работал в ОКБ А. Н. Туполева в области систем бортового оборудования, заместитель главного конструктора самолёта Ту-160, почётный авиастроитель[9].

## Награды и звания
- Орден Ленина (1936)
- Комбриг (1935)[6]
- Комдив (1937)[6]